# Братиславский самоуправляемый край
Братиславский автономный край (словац. Bratislavský samosprávny kraj, сокращённо BSK) — один из восьми автономных самоуправляемых регионов Словакии. Создан, согласно закону Национального совета Словацкой Республики №302/2001 Свода законов: § 1: (3), на территории Братиславского края.: § 1: (4). Является самым западным и наименьшим по площади автономным краем Словакии. Самый крупный город края — Братислава, столица государства.

## Главы Братиславского автономного края
- 2001—2005: Любомир Роман (партии: Альянс нового гражданина, Демократическая партия, Христианско-демократическое движение, Словацкий христианско-демократический союз, Партия венгерского сообщества)[2];
- 2005—2009: Владимир Баян (независимый кандидат)[2];
- 2009—2013: Павол Фрешо (Словацкий христианско-демократический союз - Демократическая партия, Христианско-демократическое движение, Партия венгерского сообщества, Гражданская консервативная партия, Свобода и солидарность)[2];
- 2013—2017: Павол Фрешо (Словацкий христианско-демократический союз - Демократическая партия, Христианско-демократическое движение, Партия "Мост", Партия венгерского сообщества, Гражданская консервативная партия, Свобода и солидарность, Партия зелёных);
- 2017—2022: Юрай Дроба (Свобода и солидарность, Простые люди, Партия венгерской коалиции, НОВА, ОКС, Изменение снизу, ДС).

## Представительство (совет) Братиславского автономного края
Представительство (Совет) Братиславского автономного края состоит (с 2009 года) из 44 депутатов, избираемых прямым голосованием.: § 1

## Краткие общие сведения
- Наивысшая точка — Зарубы, гора в Малых Карпатах, высота 768 метров над уровнем моря);
- Площадь края — 2 052,7 км.км, 205 270 га;
- Население — 606 537 человек (на 31 декабря 2011 года);
- Плотность населения — 295, 48 человек на кв.км.;
- Часовой пояс — Центральноевропейское время (Всемирное координированное время + 1 час, летом + 2 часа);
- Количество округов в крае - 8 (Братислава I, II, III, IV, V, Малацки, Пезинок, Сенец).

## Внешние ссылки
- www.Region-BSK.sk – официальный сайт Братиславского автономного края